# Warcraft II: Tides of Darkness
Warcraft II: Tides of Darkness (eller bare Warcraft II) er et computerspil udviklet af Blizzard Entertainment. Det udkom i 1995, og er opfulgt af dels udvidelsespakken WarCraft II: Beyond the Dark Portal, og dels Warcraft 3- og World of Warcraft-spillene.

## Overblik
Tekst mangler, hjælp os med at skrive teksten

## Historie
Tekst mangler, hjælp os med at skrive teksten

## Forbedringer
I forhold til sin forgænger er Warcraft II optimeret på den grafiske front.

## Kritik
Warcraft II er blevet kritiseret, for at orkerne og menneskerne ligner næsten fuldstændig hinanden rent funktionelt, og kun adskiller sig visuelt. Denne kritik har Blizzard taget til sig, og det kan ses i både StarCraft og Warcraft 3, hvor racerne er vidt forskellige, både visuelt og funktionelt.

## Enheder
| Mennesker                | Orker            | Noter                                                                                       |
| ------------------------ | ---------------- | ------------------------------------------------------------------------------------------- |
| Landenheder              |                  |                                                                                             |
| Peasant                  | Peon             | En grundlæggende enhed, brugt til at indsamle ressourcer, reparere og konstruere bygninger. |
| Footman                  | Grunt            | Den mest elementære nærkampsenhed.                                                          |
| Elven Archer             | Troll Axethrower | Enheder der kan angribe på afstand. Kan også angribe flyvende enheder.                      |
| Elven Ranger             | Troll Berserker  | Opgraderede udgaver af Elven Archer og Troll Axethrower.                                    |
| Knight                   | Ogre             | Stærkt armeret, og hurtige, enheder. De anvendes til nærkamp.                               |
| Paladin                  | Ogre Mage        | Opgraderede versioner af Knight og Ogre. Disse kan magier.                                  |
| Ballista                 | Catapult         | Langsomme, men slagkraftige kampenheder.                                                    |
| Dwarven Demolition Squad | Goblin Sappers   | Suicidale enheder, der sprænger sig selv i luften. Bevæger sig hurtigt.                     |
| Mage                     | Death Knight     | Enheder der kan kraftfulde magier.                                                          |
|                          | Skeleton         | En enhed der genoplives bliver til et Skeleton. Det eksisterer kun i et begrænset tidsrum.  |
| Luftenheder              |                  |                                                                                             |
| Gnomish Flying Machine   | Goblin Zeppelin  | Ubevæbnet fly brugt til at observere og udforske terrænet.                                  |
| Gryphon Rider            | Dragon           | Hurtige flyvende enheder, der kan forårsage voldsomme skader.                               |
|                          | Eye of Kilrogg   | Frembragt af Ogre Mage til at udforske. Eksisterer kun i et begrænset tidsrum.              |
| Søenheder                |                  |                                                                                             |
| Oil Tanker               | Oil Tanker       | Brugt til at indsamle olie.                                                                 |
| Elven Destroyer          | Troll Destroyer  | Primære søkampsenheder.                                                                     |
| Transport                | Transport        | Både anvendt til at transportere op til seks enheder, over vand.                            |
| Gnomish Submarine        | Giant Turtle     | Undervandsenheder, der ofte angriber uden at blive set.                                     |
| Battleship               | Ogre Juggernaut  | Langsomme, tungt bevæbnede krigsskibe.                                                      |

| computerspil | Spire Denne computerspilsrelaterede artikel er en spire som bør udbygges. Du er velkommen til at hjælpe Wikipedia ved at udvide den. |